# جامع الشيخ محي الدين بن عربي
جامع الشيخ محيي الدين بن عربي ويعرف أيضًا بجامع الخنكار أو جامع السَّليمي: وهو جامع يقع في مدينة دمشق عاصمة الجمهورية العربية السورية، في منطقة الصالحية - في حي الشيخ محيي الدين، على ضفاف نهر يزيد، في منطقة تعرف باسم أبو جرش.

## التسمية
جاءت تسمية الجامع بالشيخ محيي الدين نسبةً إلى المتصوِّف الكبير أبي بكر محيي الدين محمد بن علي بن محمد بن عربي بن أحمد بن عبد الله الحاتمي الطائي الأندلسي، وجثمانه يقبع في المسجد. 
وعُرِف المسجد بعدَّة أسماء:
- الجامع السَّليمي نسبة إلى السلطان سليم الأول.
- جامع الخنكار أي جامع السلطان.
- الجامع المحيوي نسبة للشيخ محيي الدين.

## أصل الجامع
كان الجامع في الأصل بناءً صغيرًا فيه مِنبرٌ ومِحراب وضريح للشيخ محيي الدين، ولدى وصول السلطان العثماني سليم الأول إلى مدينة دمشق، ولأهمية الجامع أمر السلطان بترميم الجامع وإعادة بنائه، وكان ذلك في عام 1518 م. ويُحكى أن السلطان بادر إلى بناء الجامع بعد أن رأى محيي الدين في منامه، وطلب منه أن يبنيَ له مقامًا فوق ضريحه، فأسند مهمَّة تصميم الجامع الجديد للمصمِّم والمهندس العثماني شهاب الدين بن العطار.

## وصف الجامع
كان للجامع باب حجَري كُتب عليه: (الحمد لله، أمر بإنشاء هذا الجامع الشريف الإمامُ الأعظم ملك العرب والعجم خادمُ الحرمين الشريفين، السلطان سليم بن السلطان بايزيد، بإشارة محمد بدرخان خلَّد الله ملكه وسلطانه، كان ابتداء عِمارته في التاسع من شوَّال سنة ثلاث وعشرين وتسعمائة، والفراغ منه في الرابع والعشرين من محرَّم سنة أربع وعشرين وتسعمائة) وهو التاريخ الذي أعاد فيه السلطان سليم بناءه.
يتألف المسجد الجامع من صحن كبير منسَّق على الطِّراز العثماني، ومرصوف بالرُّخام الملوَّن والحجر الأبيض والأصفر، وفيه بِركة صغيرة على الطِّراز الدمشقي، ورواق كبير مرفوع على أربع قناطرَ في الجهة الجنوبية من الصحن. أما في الجهة الجنوبية فيقع حرم المسجد الذي يقوم على خمس قناطرَ وأربعة أعمدة جيء بها من عِمارة نائب الشام جان بلاط، وفوق القناطر الأربع خمسُ قناطرَ أصغر حجمًا، ومحراب الجامع خشبي، وقبَّته مكسوَّة بالقيشاني، وله مئذنة. وتزين جُدرانَ الجامع الكثيرُ من اللوحات البلاطية منها ما هو ذو طِراز دمشقي عثماني، ومنها ما هو ذو طِراز دمشقي مملوكي.
وزوِّد الجامع قديمًا بناعورة (سواقي مائية) ذات بكَرات، ما زالت قائمةً حتى اليوم، سُمِّيَت بناعورة الشيخ محيي الدين كانت ترفع مياه نهر يزيد، وهي من الابتكارات والآثار الإسلامية الهامة، وبجانب الجامع «تكية سليمانية» كانت تزوِّد الفقراء بالطعام والشراب.
أما ضريحُ محيي الدين فيقعُ داخلَ غرفة مزخرفة مقبَّبة (أي لها قبَّة) في الزاوية الجنوبية الشرقية للجامع، يُنزَل إليها بسُلَّم حجَري، وقد أُحيط الضَّريح بشبكة فضية في وسط الغرفة، وإلى جانبه قبرُ ولدَيه سعد الدين وعماد الدين، وإلى اليمين قليلًا قبرُ محمود سري باشا صهر الخديوي إسماعيل حاكم مصرَ، وقبرُ الأمير المجاهد عبد القادر الجزائري المتوفَّى عام 1882 م، الذي نُقِلَ رُفاته فيما بعد إلى الجزائر، وبجانبه قبرُ محمد أمين خربطلي ناظر الجامع الأسبق، ودُفن في قبر الأمير عبد القادر الجزائري محمد بن طه سُكَّر من شيوخ قرَّاء الشام، أقرأ القرآن سنوات طويلة في جامع الشيخ محيي الدين.

## الإشراف على الجامع
جامع الشيخ محيي الدين تابع لوِزارة الأوقاف السورية، التي تهتم بأموره، وتقوم بترميمه بين وقت وآخر.
وقيل: إن الرئيس المصري جمال عبد الناصر زار الجامع أيام الوحدة السورية المصرية.